# روز برمی‌آید (فیلم ۱۹۳۹)
روز برمی‌آید (فرانسوی: Le Jour Se Lève‎) یک فیلم درام رمانتیک جنایی به کارگردانی مارسل کارنه محصول سال ۱۹۳۹ است. از بازیگران آن می‌توان به ژان گابن، ژول بری، آرلتی، برنار بلیه و گابریل فونتان اشاره کرد.
این فیلم از برجسته‌ترین نمونه‌های رئالیسم شاعرانه در سینمای فرانسه به‌شمار می‌رود. سایت اند ساوند در رأی‌گیری سال ۱۹۵۲ آن را در فهرست برترین فیلم‌های سینما جای داد.

## داستان
فرانسوا کارگر کارخانه ای است که بی سرپرست بزرگ شده است. فرانسوا با دختری به اسم فرانسواز آشنا میشود که سرگذشتی شبیه به او داشته است. آنها با یکدیگر وارد رابطه میشوند اما رقیب عشقی آنها که فردی سن بالا به اسم ولنتین است ابتدا سعی میکند با معرفی خود به عنوان پدر فرانسواز فرانسوا را از رابطه با فرنسواز منصرف کند اما وقتی موفق نمی‌شود تصمیم میگیرد فرانسوا را به قتل برساند و در طی یک درگیری با فرانسوا در آپارتمان او خود به دست فرانسوا به قتل میرسد و در نهایت فرانسوای محاصره شده توسط پلیس خودکشی میکند.